# Franz-Josef Jönsthövel
Franz-Josef Jönsthövel (* 10. Dezember 1949; † 5. Juni 2024 in Münster) war ein deutscher Handballspieler und -trainer. In der Handballszene wurde er Buba Jönsthövel genannt.

## Leben
Jönsthövel spielte als wurfstarker linker Rückraumspieler 18 Jahre beim SC Münster 08 zunächst in der zweiten, später in der ersten Mannschaft, mit der er in der damals zweitklassigen Regionalliga West in der Saison 1970/71 die Westdeutsche Meisterschaft gewann und den Aufstieg in die Handball-Bundesliga in einem Entscheidungsspiel gegen den TSB Flensburg mit einem Tor Rückstand denkbar knapp verpasste. Am 4. Dezember 1971 wurde er bei der Münsteraner Sportlerehrung, die unter dem Motto „Sport und Musik“ stand, für seine sportliche Leistung der Vorsaison ausgezeichnet. In der Saison 1973/74 stieg Jönsthövel mit der zweiten Mannschaft des SC Münster 08 in die Verbandsliga auf. Ab der darauffolgenden Saison Jahre spielte er für den TV Emsdetten in der Handball-Oberliga. In der Saison 1979/80 stieg er mit der zweiten Mannschaft des TV Emsdetten in die Landesliga auf. Mitte der 1990er Jahre spielte er erneut für den SC Münster 08.
Den TV Emsdetten führte Jönsthövel in der Saison 1984/85 durch den Gewinn der Westdeutschen Meisterschaft in der Halle Münsterland als Trainer erstmals in die 2. Handball-Bundesliga. Als Co-Trainer war Jönsthövel 1986 neben Marius Czok tätig, bis 1990 verblieb er dem TV Emsdetten neben seinem früheren Mannschaftskollegen Winfried Kitzmann in dieser Rolle. In den 1990er Jahren war er als Trainer im Jugendbereich für den TV Emsdetten tätig, betreute einige Jugendnationalspieler und förderte Spieler, die in ihrer späteren Laufbahn für den TV Emsdetten in der 2. Handball-Bundesliga an den Ball gingen, darunter Michael Reiners, Lars Paulsen, Matthias Lukasiewicz, Holger Menke, Holger Nieters sowie Frank Martens. In den Spielzeiten 1996/97 bis 1997/98 trainierte Jönsthövel die Mannschaft des SC Greven 09.
Während und auch über das Ende seiner aktiven Handballkarriere hinaus spielte Jönsthövel Speckbrett. Dabei wurde er 1972 Münsteraner Stadtmeister in der Einzelkonkurrenz und gewann 1987 und 1988 den Titel in der Doppel-Konkurrenz.
Darüber hinaus war Jönsthövel mehr als 20 Jahre als Betreuer der ersten Fußballmannschaft von DJK SV Borussia 07 Münster sowie dem dortigen Jugendbereich tätig.

## Erfolge

### Als Spieler
SC Münster 08
- Westdeutscher Meister 1970/71

### Als Trainer
TV Emsdetten
- Westdeutscher Meister 1984/85 und Aufstieg in die 2. Handball-Bundesliga 1985/86